# Antonín Alexander

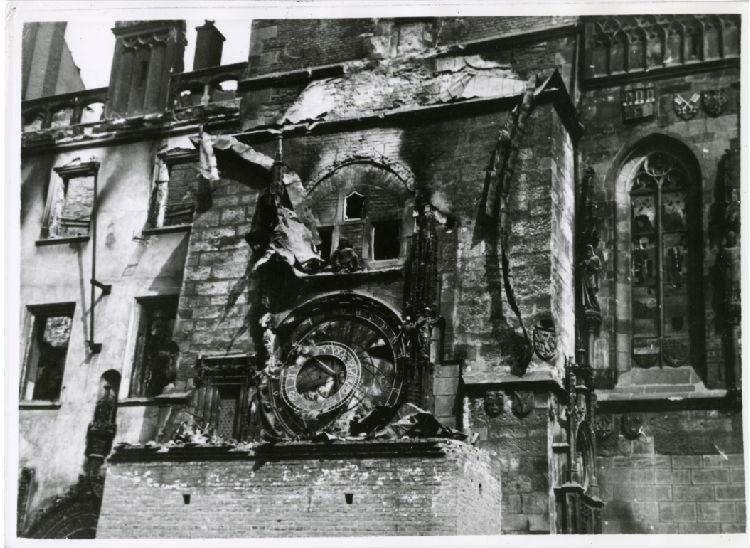
Zničený orloj na vypálené Staroměstské radnici (9. května 1945)

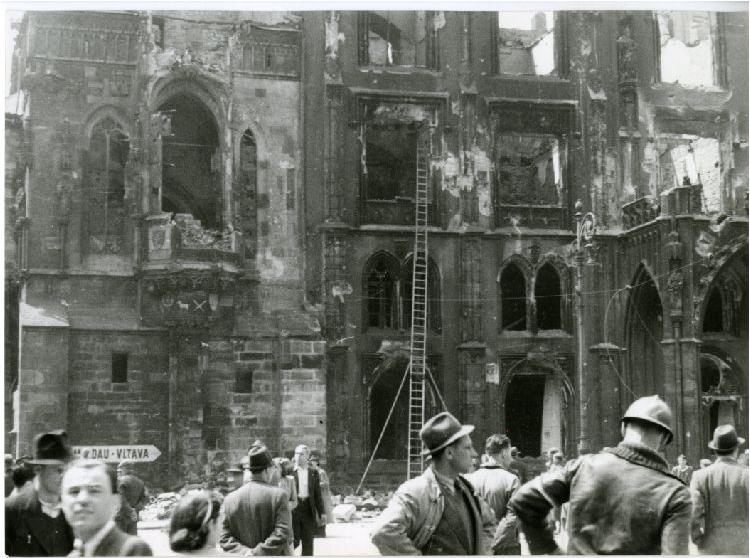
Vypálená Staroměstská radnice v Praze (9. května 1945)

Antonín Alexander (14. února 1892 Košíře – ??) byl autor fotografií Prahy působící od 20. let 20. století do roku 1945.

## Dílo
Antonín Alexander systematicky dokumentoval památky pro Památkový sbor hlavního města Prahy až do roku 1945. Spolu s Tomášem Vojtou patřil mezi autory největšího množství fotografií. Na rozdíl od Tomáše Vojty, který byl profesionálním fotografem, byl Antonín Alexander co se týče fotografování amatérem, neboť byl původním zaměstnáním strojnický pomocník (vyučený strojní zámečník). Oba dva vyráželi do mnohdy neschůdných terénů obtěžkáni fotografickou výbavou (oba používali vlastní fotografické přístroje) a do ateliéru se vraceli s naexponovanými skleněnými negativy o velikosti 13 x 18 cm. Svým zadavatelům pak kromě těchto negativů předávali jako výsledek své práce od každého snímku též tři až čtyři pozitivy v identické velikosti. Všechny negativy jakož i k nim příslušející dvojice pozitivů byly uchovávány v městském archivu (Archiv hlavního města Prahy), jehož tehdejším sídlem byla Staroměstská radnice. Na samém konci druhé světové války v závěrečném dni (8. května 1945) pražského květnového povstání v časných ranních hodinách začal mohutný německý útok na Prahu za použití tanků a pěchoty. Toho dne již od rána hořela Staroměstská radnice. Její požár navždy zničil i tam uskladněných téměř 17 tisíc negativů, mezi nimi byly i nejstarší negativy Antonína Alexandra. Zničení ale unikly pozitivy, které se zachovaly v kompletním počtu, a tak výsledky práce mnoha pečlivých úředníků, zapálených památkářů a pilných fotografů zůstaly zachovány i dalším generacím. V roce 1945 se Antonín Alexandr (spolu s Janem Tuháčkem a Bohumilem Končinským) věnoval dokumentárnímu fotografování (na velkoformátové negativy o rozměrech 13 × 18 cm nebo 18 × 24 cm) druhou světovou válkou zničených pražských budov a památek pro Státní fotoměřický ústav.